# 7 Ochotnicza Dywizja Kozacka
7 Ochotnicza Dywizja Kozacka (ros. 7-я добровольческая казачья дивизия) – projektowany oddział wojskowy Wehrmachtu złożony z Kozaków podczas II wojny światowej.
Formowanie dywizji miało rozpocząć się we wrześniu 1942 r. w okupowanym Krasnodarze. W jej skład miały wejść trzy pułki konne, złożone z Kozaków kubańskich, liczące do 5 tys. ludzi. Byli to ochotnicy, zmobilizowani rekruci i b. jeńcy wojenni z Armii Czerwonej. Każdy pułk składał się z pięciu sotni: trzech konnych, dwóch moździerzy i jednej karabinów maszynowych. Jednym z pułków miał być Kosaken-Reiter-Regiment "Platow". W październiku dywizja miała znajdować się w rezerwie wojsk niemieckich w rejonie aułów Ponieżukaj-Tachtamukaj. Następnie skierowano ją na południe od Majkopu. Istnienie tak dużego związku taktycznego złożonego z Kozaków już w 1942 r. jest podważane jednak przez część historyków rosyjskich. O dywizji kozackiej wspominają niemieckie meldunki wywiadowcze dotyczące Kubania. Nazywa się ją czasami dywizją gen. Krasnowa. Prawdopodobnie Niemcy używali nazwy 7 Ochotnicza Dywizja Kozacka wobec pułku lub kilku pułków złożonych z Kozaków kubańskich w celu dezinformacji sowieckich służb wywiadowczych. Według części źródeł dowództwo niemieckie faktycznie zamierzało sformować w Krasnodarze taki związek taktyczny, ale ostatecznie do tego nie doszło.